# Dynastie des Ganga de l'ouest
Pour les articles homonymes, voir Dynastie des Ganga.
IIIe siècle – VIe siècle
Entités précédentes :
- Dynastie des Pallava

Entités suivantes :
- Dynastie Chola

La dynastie Gangas occidentales était une dynastie qui a régné d'environ 350 à 1000 après JC sur l'ancien Karnataka en Inde. Ils sont connus sous le nom de « Gangas occidentaux » pour les distinguer des Gangas orientaux qui, au cours des siècles suivants, ont régné sur le Kalinga ( Odisha moderne et nord de l'Andhra Pradesh). Il semble que les Gangas occidentaux ont commencé leur règne à une époque où plusieurs clans indigènes affirmaient leur indépendance à la suite de l'affaiblissement de la dynastie des Pallava dans le sud de l'Inde, un événement géopolitique parfois attribué aux conquêtes méridionales de Samudragupta.